# 乌蕨
乌蕨（学名：Sphenomeris chusana）为陵齿蕨科乌蕨属下的一個種。適合生長的範圍廣，於海拔 200~1,900 公尺間的山坡地、田邊、路旁、溪溝、林下等地均可生長；台灣全境山麓陰涼處或山地路旁皆有分布。

## 形態特徵
根莖短匍匐狀，密生窄鱗片，葉叢生；葉柄長10~25cm，基部亦具窄鱗片；葉片披針形至卵狀披針形，長15~45cm，寬10~20cm，三至四回羽狀複葉，革質，基部羽片略短；末裂片呈楔形，葉脈二叉分支；孢子囊群著生於末裂片接近葉緣處，每一孢膜基部具1~3條脈，孢膜開口朝外。

## 分布
亞洲熱帶地區之中國大陸南部、日本、喜馬拉雅山區、印度、菲律賓、東南亞、馬達加斯加。

## 用途[3]
1.觀賞：葉柄細長下垂，葉面指狀二叉分枝，典雅可愛，為優良觀賞蕨類植物。
2.藥用：性味：全草及根莖：微苦、澀、寒。效用：全草：清熱利尿，止血生肌，消炎，解毒，收斂，清心火。治腸炎，痢疾，肝炎，感冒發熱，咳嗽，痔瘡，跌打損傷。
3.食用：全草可解熱、止痢、解毒，葉可代茶飲用，意可作為野外求生植物。

## 更多資料
1. 烏蕨 （页面存档备份，存于）
2. 郭城孟 蕨類圖鑑 烏蕨 p142 遠流台灣館 編製 2001出版
3. 鄭武燦 台灣植物圖鑑 上冊 0243烏蕨 p122 國立編譯館主編
4. 邱年永等著 原色臺灣藥用植物圖鑑(3)23烏蕨 P23 台北南天書局
5. 中國植物誌 第 2 卷 275 頁（页面存档备份，存于） PDF（页面存档备份，存于） 烏蕨
6. 臺灣藥用植物資源名錄 行政院衛生署中醫藥委員會 編 烏蕨 92年10月63頁

- 維基物種上的相關：乌蕨